# 三嶋黑音
三嶋黑音（日语：／ Mishima Kurone，9月6日—），日本插畫家、漫畫家。女性。出身於埼玉縣。
以同人團體名義進行同人活動（2012年12月以前為）。

## 作品列表

### 插畫、插圖
- 我的現實與網遊被戀愛喜劇侵蝕了（著：藤谷或（日语：藤谷ある），〈HJ文庫〉）
- （著：真慈真雄，〈一迅社文庫〉）
- 新世紀學園戰區（著：來生直紀，〈富士見Fantasia文庫〉）
- 為美好的世界獻上祝福！（著：曉夏目，〈角川Sneaker文庫〉）
- 勇者〈我〉和魔王〈她〉的客廳之戰（日语：勇者と魔王のバトルはリビングで）（著：緋月薙，〈HJ文庫〉）
- 不正經的魔術講師與禁忌教典（著：羊太郎，〈富士見Fantasia文庫〉）
- 不正經的魔術講師與追想日誌（著：羊太郎，〈富士見Fantasia文庫〉）
- （著：七月隆文，〈這本輕小說真厲害！文庫（日语：このライトノベルがすごい!文庫）〉）
- （著：日日日，〈這本輕小說真厲害！文庫〉）
- 打工吧！魔王大人 前進高中篇N！（著：和原聰司，〈電擊文庫〉）
- （著：木緒那智（日语：木緒なち），LINE文庫（日语：LINEノベル））
- （著：真先，AND NOW之會）
- （著：羊太郎，富士見Fantasia文庫）

### 漫畫
- 打工吧！魔王大人 前進高中篇！（原作：和原聰司，〈電擊Comic EX（日语：電撃コミックスEX）〉，《電擊魔王發表》）

### 畫冊
- W -三黑音 ART WORKS-（發行：E☆2編輯部、販售：廣濟堂出版（日语：廣済堂出版），2015年3月5日初版發行、2016年2月2日第二刷發行、2016年5月10日第三刷發行、2017年1月17日第四刷發行、2017年12月13日第五刷發行） 
  - 限定版 ISBN 978-4-33-190126-7
  - 通常版 ISBN 978-4-33-190127-4
- 三嶋黑音畫集 Cheers！為美好的世界獻上祝福！（2017年2月1日發行）
- 不正經的魔術講師與繪畫回想 三黑音畫集
  - vol.1（2021年6月18日發行）
  - vol.2（2021年8月20日發行）
  - vol.3（2025年3月19日發行）
- Innocent White 三嶋黑音 10週年紀念畫集（發行：E☆2編輯部、販售：Voice，2021年12月24日發行）
- 三黑音畫集II Blessing!! 為美好的世界獻上祝福！（2022年2月1日發行）

### 選集
- 校園剋星 狂喜 額外精選選集 VOL.7（一迅社）
- 4格官方選集 科學超電磁砲×魔法禁書目錄（ASCII Media Works）
- 襲來！美少女邪神 漫畫選集
- 超次元戰記 戰機少女 電擊漫畫選集（KADOKAWA／ASCII Media Works）
- 魔法少女☆小圓 4格官方選集（3）（芳文社）
- 機巧少女不會受傷 漫畫選集（Media Factory）
- 艦隊Collection 電擊漫畫選集 佐世保鎮守府篇（7）（KADOKAWA／ASCII Media Works）

### 人物設定
- Fantasia文庫放送局 形象角色 露塞爾＝伊里斯、莉莉亞＝伊里斯[3]
- 魔神少女 Episode 2 -願望的代價-（日语：魔神少女 エピソード2 -願いへの代価-）（「魯迪」設計[4]）
- 溫泉女孩 黑川姬勒（人物原案）
- 推薦網站  夥伴角色 諾埃爾·米爾福德[5]
- 虛擬YouTuber 月深月（日语：月深ツキ）
- 虛擬YouTuber 拉普拉斯·暗黑[6]
- 虛擬YouTuber 須二川文

### 現場
- SILL FRONTIER｜感謝祭&Crevasse Lamp成立5週年紀念現場（2015年8月29日）

### 同人活動
其出版以原創白髮少女為主題的藝術書籍和故事漫畫，主要在夏季和冬季漫畫市場上出版。原始音樂由Crevasse Lamp提供。
- 2011年12月（於C81頒布）
  - 白髪畫集（B5全彩，28頁）
  - 輕鬆百合☆小圓（B5，50頁）
  - 白焰 ～Apocalypse～（音樂CD，全4首）※Crevasse Lamp發行。
  - 周邊商品（IC貼紙卡、鑰匙圈、紙袋)
- 2012年8月（於C82頒布）
  - IGNIS vol.1（B5，54頁）
  - 黑髪vs白髪（B5全彩，28頁）
  - Angelus（音樂CD，全5首）※Crevasse Lamp發行。
  - 周邊商品（Angelus可換封套、文件夾、A2海報、紙袋）
- 2012年12月（於C83頒布）
  - IGNIS vol.2（B5，32頁）
  - WHITE BOOSTER（B5全彩，30頁）
  - Halcyon（音樂CD，全8首）※Crevasse Lamp發行。
  - 周邊商品（毛被、馬克杯、文件夾、紙袋）
- 2013年8月（於C84頒布）
  - IGNIS vol.2.5（B5，28頁）
  - 設定本（B5，20頁）
  - SHIROPRO SOUND BIBLE（廣播劇CD／2枚組全32首）※Crevasse Lamp發行。
  - 周邊商品（紙袋、團扇、超細纖維毛巾、廣播劇CD腳本）
- 2013年12月（於C85頒布）
  - IGNIS vol.3（B5，32頁）
  - WhiteBooster 2（B5，28頁）
  - 周邊商品（紙袋、全像攝影書籤、全像攝影緙織壁毯曆、抱枕（※安塞爾））
  - IGNIS SPECIAL DVD（免費頒布）
- 2014年3月（於頒布）
  - WHITE DAYS（B5，28頁）
  - COLER（B5，20頁合同本）
- 2014年8月（於C86頒布）
  - SHIROPRO SOUND BIBLE2（Disc1 14首 + Disc2 10首 ※Crevasse Lamp發行）
  - 周邊商品（抱枕（※夏爾）
- 2014年12月（於C87頒布）
  - 白焰的大劍士vol.1（單行本，184頁）
  - KANCOLLE RAKUGAKI BON（B5，26頁）
  - Re;Sound（※Crevasse Lamp發行）
  - IGNIS Organette Edition
  - 周邊商品（紙袋、文件夾）
- 2015年8月（於C88頒布）
  - REVIVE vol.1（B5，32頁）
  - Crevasse Lamp on O strings 2010-2014（※Crevasse Lamp發行）
  - Crevasse Lamp on A strings 2010-2014（※Crevasse Lamp發行）
  - 周邊商品（不織布肩背包、圓形胸章3種、IC電話卡）
- 2015年11月（於Comitia 115頒布）
  - Sister Change（B5，24頁）
  - ※只有組委會發放的，才會標示【Sistar Change】（據本人說，是有意義的）
- 2015年12月（於C89頒布）
  - FAVOITE RAKUGAKI FAN BOOK（B5，70頁）
  - SILL FRONTIER MEMORIAL MANIA（B5全彩，98頁）
  - 周邊商品（A4尺寸織布購物袋）
- 2016年8月（於C90頒布）
  - REVIVE vol.2（B5，26頁）
  - 白焰的大劍士外傳 （B6，286頁）
  - SHIROPRO SOUND BIBLE3（※Crevasse Lamp發行）
  - 周邊商品（透明肩背包）
- 2017年8月（於C92頒布）
  - Lush（B5，50頁）
  - SHIROPRO SOUND BIBLE4（※Crevasse Lamp發行）
  - 周邊商品（玻璃杯、壓克力人型立牌、塗鴉本、紙袋）
- 2017年11月（於Comitia 122頒布）
  - Discord episode:00（A4，44頁 (※/Stem.04合同誌)）
  - 周邊商品（緙織壁毯）
- 2017年12月（於C93頒布）
  - REVIVE vol.3（B5，40頁）
  - 周邊商品（文件夾）
- 2018年8月（於C94頒布）
  - Lush vol.2（A4，44頁）
  - BLACKBOXGIRL（B5，38頁）
  - 周邊商品（鑰匙圈、方形玻璃瓶、斜背背包）
- 2018年12月（於C95頒布）
  - REVIVE vol.4（B5，28頁）
  - Lush vol.2 第2版（A4，44頁）
  - 周邊商品（鑰匙圈、文件夾）
- 2019年8月（於C96頒布）
  - 白焰的大劍士vol.2（單行本，200頁）
  - Lush vol.3（A4，40頁）
  - 周邊商品（鑰匙圈、文件夾）

### 同人音樂
- 白髪交響曲
  - 白髪交響曲 第1號 
  - 白髪交響曲 第2號 
  - 白髪交響曲 第4號 決意
  - 白髪交響曲 第5號 
  - 白髪交響曲 第6號 
  - 白髪交響曲 第7號 truth
  - 白髪交響曲 第8號 monochrome
  - 白髪交響曲 第9號 
  - 白髪交響曲 第10號 
  - 白髪交響曲 第11號 
  - 白髪交響曲 第12號 
  - 白髪交響曲 第13號 
  - 白髪交響曲 第14號 
  - 白髪交響曲 第15號 
  - 白髪交響曲 第16號 Halcyon
  - 白髪交響曲 第17號 
  - 白髪交響曲 第18號 
  - 白髪交響曲 第19號 
  - 白髪交響曲 第20號 
  - 白髪交響曲 第21號 Promanad
  - 白髪交響曲 第22號 
  - 白髪交響曲 第23號 Enjoy
  - 白髪交響曲 第24號 臙脂色
  - 白髪交響曲 第25號 
  - 白髪交響曲 第26號 
  - 白髪交響曲 第27號 
  - 白髪交響曲 第28號 
  - 白髪交響曲 第29號 Parent's Day
  - 白髪交響曲 第30號 
  - 白髪交響曲 第31號 
  - 白髪交響曲 第32號 solar
  - 白髪交響曲 第33號 
  - 白髪交響曲 第34號 
  - 白髪交響曲 第35號 
  - 白髪交響曲 第36號 
  - 白髪交響曲 第37號 
  - 白髪交響曲 第38號 
  - 白髪交響曲 第39號 
  - 白髪交響曲 第40號 Resonance Emotion
  - 白髪交響曲 第41號 
  - 白髪交響曲 第42號 
  - 白髪交響曲 第46號 
  - 白髪交響曲 第49號 
  - 白髪交響曲 第50號 Traeumerei
  - 白髪交響曲 第51號 Starlight Coin
  - 白髪交響曲 第52號 
  - 白髪交響曲 第53號 
  - 白髪交響曲 第54號 
  - 白髪交響曲 第60號 
  - 白髪交響曲 第61號 
  - 白髪交響曲 第62號 Pride☆Crasher
  - 白髪交響曲 第63號 
  - 白髪交響曲 第64號 
  - 白髪交響曲 第65號 The Awakening Story
  - 白髪交響曲 第69號 
  - 白髪交響曲 第71號 
  - 白髪交響曲 第72號 smash☆
  - 白髪交響曲 第73號 
  - 白髪交響曲 第74號 now napping…
  - 白髪交響曲 第75號 
  - 白髪交響曲 第76號 
  - 白髪交響曲 第77號 
  - 白髪交響曲 第78號 
  - 白髪交響曲 第79號 
  - 白髪交響曲 第80號 blank out
  - 白髪交響曲 第81號 silvery
  - 白髪交響曲 第82號 ignis
  - 白髪交響曲 第83號 decretum
  - 白髪交響曲 第84號 fluorescens
  - 白髪交響曲 第85號 cross my heart
  - 白髪交響曲 第86號 albus and ater

### 版權圖畫作品
- 2014年8月
  - WHITE CHAPEL
  - GIRL FRIEND
- 2014年12月
- 2015年2月
  - SPLASH
- 2015年11月
- 2015年12月
  - Blue Rose
- 2016年7月
  - Victoria
- 2017年1月
  - Whew！
- 2017年4月
  - Challenger
- 2018年1月
  - LUSH
  - SACRED NIGHT
- 2018年4月
  - SMALL HAPPINESS
  - Afternoon Tea
- 2018年8月
  - Rainy Blue[注 1]
- 2019年1月
- 2019年4月 
  - BUBBLE SUMMER
- 2019年8月
  - ON THE CLOOK TOWER DX
  - ON THE CLOOK TOWER[注 1]
  - [注 1]

## 腳註

## 外部連結
- 三嶋黑音的X（前Twitter）  （日語）
- 三嶋黑音的pixiv  （日語）
- 三嶋黑音的Facebook專頁 （日語）